# Seksualni poremećaji
Seksualni poremećaji i seksualne disfunkcije su poremećaji seksualnog funkcioniranja osobe. Pogađaju 40-45 % žena i 20-30 % muškaraca u barem jednom periodu života. Dijele se na seksualne smetnje, parafilične poremećaje i poremećaje spolnog identiteta. Seksualne smetnje su smetnje kod kojih osoba ne može izvesti seksualnu aktivnost jer mu je narušena seksualna želja, seksualno uzbuđenje ili orgazam. U njih se ubrajaju prijevremena ejakulacija, smetnje erekcije, gubitak ili smanjenje seksualne želje, teškoće u doživljavanju orgazma, vaginizam i dispareunija. Nekoć su se u seksualne poremećaje ubrajali svi oblici parafilije, kao i transrodnost, ali to danas više nije slučaj: da bi se neko stanje smatralo seksualnim poremećajem ono mora uzrokovati psihičku patnju pojedincu ili predstavljati prijetnju i štetiti drugoj osobi.
Međunarodna klasifikacija bolesti (MKB) najpoznatija je i najprihvaćenija klasifikacija bolesti u svijetu, koja se primjenjuje i u Republici Hrvatskoj. MKB-11 uvodi kategoriju stanja povezanih sa seksualnim zdravljem kao zasebnu skupinu poremećaja pa seksualne disfunkcije, poremećaji s boli pri seksualnom odnosu i rodna neusklađenost prestaju biti duševni poremećaji. U kategoriji duševnih poremećaja ostaju parafilični poremećaji, ali ne i sve parafilije, i njihov broj je znatno smanjen. Spolna orijentacija potpuno je isključena iz MKB-11 pa se ne smatra poremećajem. U MKB se uvodi klasifikacija uzroka seksualnih poremećaja – kao onih povezanih sa zdravstvenim stanjima, psihološkim čimbenicima, psihoaktivnim tvarima, nedostatkom pristanka ili svijesti o djelu, čimbenicima u odnosu i kulturološkim čimbenicima.

## Spolne smetnje

### Gubitak želje
Smanjenje ili gubitak seksualne želje jest stanje u kojem osoba vrlo malo ili nimalo razmišlja o seksualnim aktivnostima, seksualnom odnosu, seksu i seksualnosti. Vrlo rijetko mašta o seksu. Ova je smetnja češća kod žena nego kod muškaraca. Može biti uzrokovana nekim tjelesnim bolestima (npr. hipotireozom), nekim lijekovima (npr. antidepresivi) ili biti psihogeno uvjetovana.

### Erektilne smetnje
Erektilne smetnje jesu smetnje kod kojih muškarac ne može uspostaviti erekciju ili je održati do kraja seksualne aktivnosti, odnosno kad erekcija nije dovoljno čvrsta da se seksualna aktivnost izvede. Češće se javlja kod starijih muškaraca. Može biti uvjetovana organski (npr. šećerna bolest, ozljede kralježnične moždine) ili psihički.

### Prijevremena ejakulacija
To je smetnja kod koje muškarac ejakulira vrlo brzo nakon penetracije ili čak tijekom penetracije. Češće se javlja kod mlađih muškaraca, više obrazovanih. Gotovo je isključivo psihogeno uzrokovana, tj. nema organske bolesti koja bi bila uzrokom.